# Herbert S. Klein
Herbert Sanford Klein (* 6. Januar 1936 in New York) ist ein US-amerikanischer Historiker. Er ist Gouverneur Morris Professor Emeritus für Geschichte an der Columbia University. Sein Gebiet ist die Sozial- und Wirtschaftsgeschichte Lateinamerikas sowie die Demografie der USA.
Er studierte ab 1955 an der University of Chicago bis zur Promotion 1963. Seit 1969 lehrte er an der Columbia University bis 2005. Seit 2004 war er Direktor des  Center for Latin American Studies und ab 2011 bis 2017 Hoover Research Fellow & Curator for Latin America an der Stanford University. Seine quantitativen Untersuchungen zur Sklaverei und zum Sklavenhandel in Lateinamerika machten ihn bekannt.
Im Februar 2020 hat El Colegio de México ihm den Alfonso Reyes International Prize verliehen. Im Jahr 1980 erhielt er ein Guggenheim Fellowship. Er war Gastprofessor an zahlreichen Universitäten und Fellow an diversen Institutionen.

## Schriften
- African Slavery in Latin America and the Caribbean (1986), 2. Auflage, Oxford University Press, 2007, ISBN 978-0-19518941-4.
- The Atlantic Slave Trade (1999), 2. Auflage, Cambridge University Press, 2010, ISBN 978-0-52118250-8.
- mit Francisco V. Luna: Slavery and the Economy of São Paulo, 1750–1850. Creatively, Reliably, and Sustainably (Social Science History), Stanford University Press, 2003, ISBN 978-0-80474859-9.
- The American Finances of the Spanish Empire: Royal Income and Expenditures in Colonial Mexico, Peru, and Bolivia, 1680–1809, University of New Mexico Press, Albuquerque 1998, ISBN 978-0-82631832-9.
- A Population History of the United States (2004), 2. Auflage 2012, Cambridge University Press, ISBN 978-1-10884482-6.
- Hispanics in the United States, a demographic, social, and economic history, 1980–2005, Cambridge University Press 2010, ISBN 978-0-511932649.
- mit F. V. Luna: Slavery in Brazil, Cambridge University Press 2010, ISBN 978-052119398-6.
- Brazil, 1964–1985: The Military Regimes of Latin America in the Cold War (Yale-Hoover Series on Authoritarian Regimes). Yale University Press, 2017. ISBN 978-0-300223316.
- A Concise History of Bolivia (Cambridge Concise Histories, 2002), 3. Auflage, Cambridge University Press, 2021, ISBN 978-1-10884482-6.

## Einzelbelege
1. ↑  Herbert Klein's Stanford Profil. Abgerufen am 18. September 2022.
2. ↑  Klein, Herbert. In: Department of History - Columbia University. 9. November 2016, abgerufen am 18. September 2022 (amerikanisches Englisch).
3. ↑  Herbert S. Klein, ganador del Premio Alfonso Reyes 2019. 13. Februar 2020, abgerufen am 18. September 2022 (spanisch).